# Elena Liana Naum
Elena Liana Naum (n. 10 mai 1959) este un fost deputat român în legislatura 2000-2004, ales în județul Constanța pe listele partidului PSD. Elena Liana Naum a fost membru în grupurile parlamentare de prietenie cu India, Republica Bulgaria și Republica Arabă Sirianǎ.